# Benue (departament)

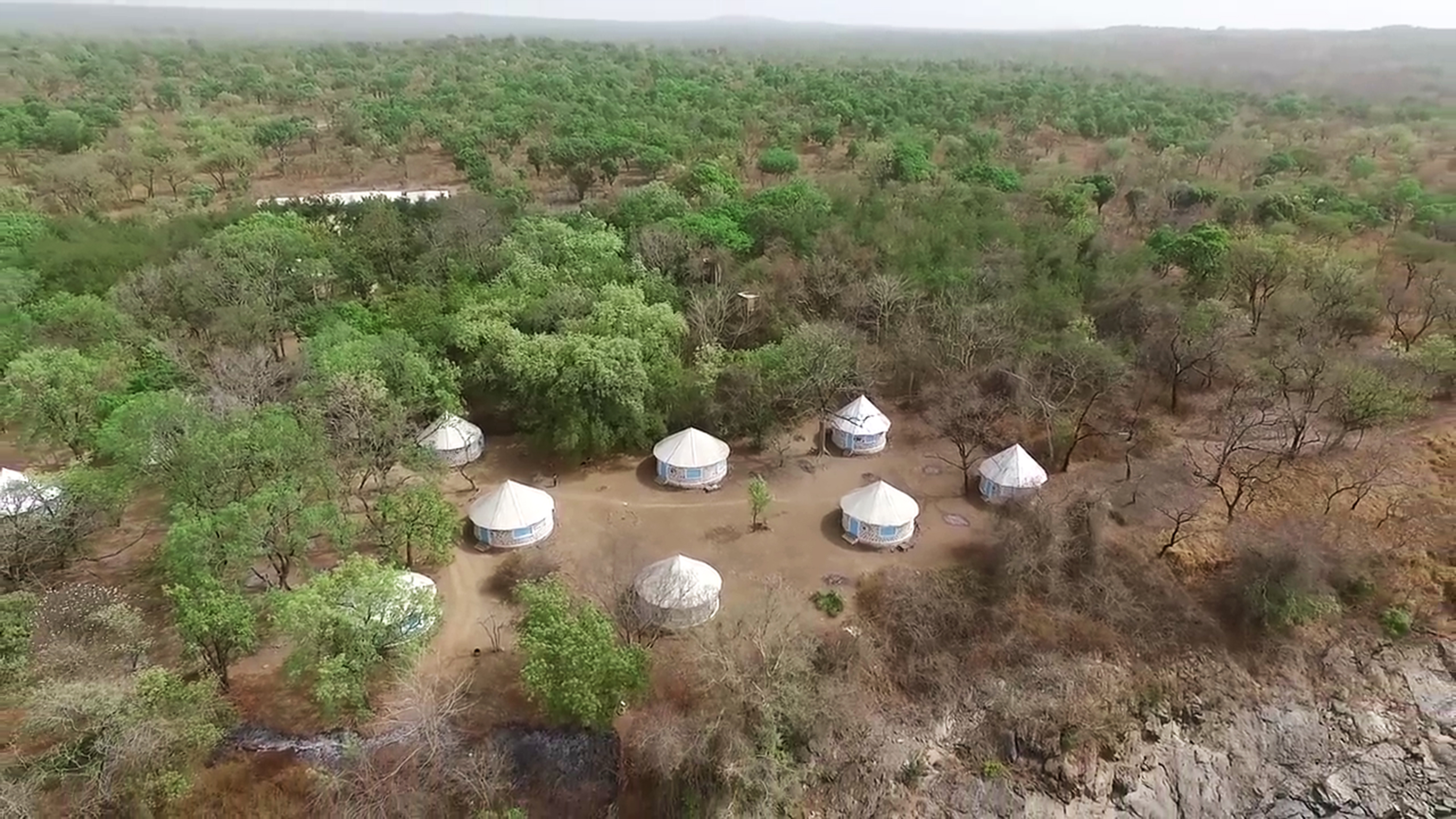
Widok Benue z drona

Departament Benue – departament w Prowincji Północnej w Kamerunie ze stolicą w Garoua. Na powierzchni 13 614 km² żyje około 568,8 tys. mieszkańców.